# Desire
Desire (рус. «Желание») — семнадцатый студийный альбом американского автора-исполнителя Боба Дилана. Выпущен в январе 1976 года на лейбле Columbia Records. Характеризуется привлечением к записи большого количества музыкантов, многие из которых участвовали в турне Дилана — Rolling Thunder Revue.

## Об альбоме
Большинство песен было написано в соавторстве с театральным режиссёром и автором песен Жаком Леви (Jacques Levy), и представляют собой длинные песни-истории. Наибольшую известность получила открывающая альбом песня «Hurricane». Она является протестом против осуждения боксёра Рубина Картера по прозвищу «Ураган» (англ. «Hurricane»), обвиняемого в тройном убийстве.
Альбом получил хорошие оценки и был на первой позиции в Billboard Top LP’s & Tape в течение пяти недель, став одним из самых продаваемых альбомов Дилана (и получив статус дважды платинового), а также поднялся до третьей позиции в Великобритании. Альбом занял первую позицию списке альбомов года журнала New Musical Express.

## Список композиций
Все песни написаны Бобом Диланом и Жаком Леви, кроме «One More Cup of Coffee (Valley Below)» и «Sara», созданных лично Диланом.
| №  | Название                                | Дата записи          | Длительность |
| -- | --------------------------------------- | -------------------- | ------------ |
| 1. | «Hurricane»                             | 24 октября 1975 года | 8:33         |
| 2. | «Isis»                                  | 31 июля 1975 года    | 6:58         |
| 3. | «Mozambique»                            | 30 июля 1975 года    | 3:00         |
| 4. | «One More Cup of Coffee (Valley Below)» | 30 июля 1975 года    | 3:43         |
| 5. | «Oh, Sister»                            | 30 июля 1975 года    | 4:05         |

| №                   | Название             | Дата записи                                                             | Длительность |
| ------------------- | -------------------- | ----------------------------------------------------------------------- | ------------ |
| 1.                  | «Joey»               | 30 июля 1975 года (запись дополнительных дорожек: 11 августа 1975 года) | 11:05        |
| 2.                  | «Romance in Durango» | 30 июля 1975 года                                                       | 5:50         |
| 3.                  | «Black Diamond Bay»  | 28 июля 1975 года                                                       | 7:30         |
| 4.                  | «Sara»               | 31 июля 1975 года                                                       | 5:29         |
| Общая длительность: | Общая длительность:  | Общая длительность:                                                     | 56:13        |

## Участники записи
Приведены по сведениям книги Клинтона Хейлина Bob Dylan: A Life in Stolen Moments: Day by Day 1941—1995 и сайта Улофа Бьорнера, нумерация треков указана по изданию в формате компакт-диска.
Музыканты:
- Боб Дилан — вокал, ритм-гитара, губная гармоника

| - Скарлет Ривера — скрипка (все песни) - Ховард Уайет — ударные (в песнях 1—7, 9) - Шина Зайденберг — бубен (в песнях 2—7, 9), конги (в песнях 2—7, 9), саксофон-тенор (в песне 8) - Мел Коллинз — саксофон-тенор (в песнях 3—8) - Доминик Кортезе — аккордеон (в песне 8), мандолина (в песне 8) - Винсент Белл — бузуки (в песне 8) - Роб Стоунер — бас-гитара (все песни) - Эммилу Харрис — бэк-вокал (в песнях 3—8) - Рони Блэкли — бэк-вокал (в песне 1) - Стивен Соулс — гитара (в песне 1) - Лютер Рикс — конги (в песне 1) - Эрик Клэптон — гитара (в песне 8) - Нил Хаббард — гитара (в песне 8) | - Перри Ледерман — гитара (в песне 8) - Джеймс Маллен — гитара (в песне 8) - Эрик Франдсен — слайд-гитара (в песне 8) - Тони О’Мэлли — клавишные (в песне 8) - Майкл Лоуренс — труба (в песне 8) - Джеймс «Шугарблю» Уайтинг — губная гармоника (в песне 8) - Алан Спеннер — бас-гитара (в песне 8) - Джоди Линскотт — перкуссия (в песне 8) - Джон Сассуэлл — ударные (в песне 8) - Дайан Берч — бэк-вокал (в песне 8) - Фрэнсис Коллинз — бэк-вокал (в песне 8) - Падди МакХью — бэк-вокал (в песне 8) |

| Технический персонал: - Дон ДеВито — продюсер - Лютер Рикс — дирижёр - Стэн Калина — мастеринг - Дон Миен — звукооператор | Технический персонал: - Лу Ваксман — директор звукозаписи - Рут Бернал — фотограф - Кен Риган — художественное оформление обложки - Джон Берг — дизайн обложки |

## Позиции в хит-парадах
| Год  | Хит-парад                                  | Высшая позиция | Пребывание в чарте |
| ---- | ------------------------------------------ | -------------- | ------------------ |
| 1976 | Австралия (Kent Music Report)              | 1              | нет данных         |
| 1976 | Австрия (Ö3 Austria)                       | 3              | 12 недель          |
| 1976 | Великобритания (UK Albums Chart)           | 3              | 36 недель          |
| 1976 | Испания (PROMUSICAE)                       | 1              | нет данных         |
| 1976 | Италия (Musica e dischi)                   | 2              | 40 недель          |
| 1976 | Канада (RPM Albums Chart)                  | 3              | 21 неделя          |
| 1976 | Нидерланды (Nationale Hitparade LP Top 20) | 1              | 37 недель          |
| 1976 | Новая Зеландия (RIANZ)                     | 3              | 13 недель          |
| 1976 | Норвегия (VG-lista)                        | 4              | 24 недели          |
| 1976 | США (Billboard Top LPs & Tape)             | 1              | 35 недель          |
| 1976 | Финляндия (Suomen virallinen lista)        | 4              | 34 недели          |
| 1976 | ФРГ (Offizielle Top 100)                   | 11             | 10 недель          |
| 1976 | Швеция (Topplistan)                        | 16             | 5 недель           |

| Год  | Хит-парад                          | Позиция |
| ---- | ---------------------------------- | ------- |
| 1976 | Австралия (Kent Music Report)      | 11      |
| 1976 | Великобритания (Gallup Poll)       | 13      |
| 1976 | Италия (FIMI)                      | 4       |
| 1976 | Канада (RPM Year-End)              | 24      |
| 1976 | Нидерланды (Buma/Stemra)           | 2       |
| 1976 | Новая Зеландия (Recorded Music NZ) | 39      |
| 1976 | США (Billboard Top Popular Albums) | 7       |
| 1976 | ФРГ (Jahrescharts Deutschland)     | 18      |

## Сертификации
| Регион | Сертификация  | Продажи    |
| --- | ------------- | ---------- |
| Великобритания (BPI) | Золотой       | 100 000^   |
| Германия (BVMI) | Золотой       | 250 000^   |
| Испания | —             | 100 000    |
| Канада (Music Canada) | Платиновый    | 100 000^   |
| Нидерланды (NVPI) | Платиновый    | 100 000^   |
| США (RIAA) | 2× Платиновый | 2 000 000^ |
| Франция (SNEP) | 2× Золотой    | 200 000*   |
| * Данные о продажах приведены только на основе сертификации. ^ Данные о тиражах приведены только на основе сертификации. |               |            |